# آلن فرانک
آلن فرانک (فنلاندی: Allan Franck; ۱۷ سپتامبر ۱۸۸۸ – ۲۸ مهٔ ۱۹۶۳) قایقران قایق بادبانی اهل فنلاند بود.